# 持分会社
持分会社（もちぶんがいしゃ）とは、日本において会社法に規定された会社のうち、合名会社、合資会社および合同会社の総称（会社法第575条）である。
株式会社の場合、出資者である株主が有する権利を株式と呼ぶが、これら3種の会社では社員の地位を持分と呼ぶ（ただし、共有持分などとは意味は異なる。また、法令によっては単に「社員権」と呼ばれる。）ことに由来する。なお、本項の記述において社員とは、いわゆる従業員ではなく、出資者を意味する言葉である。
- 以下で条数のみ記載する場合は、会社法の条文を指す。

## 概要
持分会社の内部関係は民法上の組合に類似している。
平成17年改正前商法の合資会社などと異なり、有限責任社員についても業務執行権を持つことが許容されている（会社法においては合同会社類型が創設されたため、社員の責任限度の範囲と社員の業務執行権との関係がなくなった）。

## 持分会社の種類と責任
- 合名会社：無限責任社員1名以上
- 合資会社：無限責任社員1名以上と有限責任社員が1名以上
- 合同会社：有限責任社員1名以上

## 持分会社の設立
社員となろうとする者が定款を作成し、その全員がこれに署名し、又は記名押印し（定款が電磁的記録による場合については、575条2項参照）576条所定の記載事項等を記載（又は記録）した上で、本店の所在地において設立の登記をすることにより成立する（579条）。
定款の記載又は記録事項（576条）
1. 目的
2. 商号
3. 本店の所在地
4. 社員の氏名又は名称及び住所
5. 社員が無限責任社員又は有限責任社員のいずれであるかの別
6. 社員の出資の目的（有限責任社員にあっては、金銭等に限る。）及びその価額又は評価の標準

設立される会社が合同会社の場合は、社員となろうとする者が定款作成後、登記をする時までに出資を終えなければならない（578条）。
設立に係る意思表示を取り消すことができる社員による、持分会社の設立の取消しの訴えは、持分会社を被告とする(834条1項18号)。
債権者による、持分会社の設立の取消しの訴えは、持分会社及びその債権者を害することを知って設立した社員を被告とする(834条1項19号)。

## 社員
社員は自然人に限定されず、法人も想定されている（例: 598条）。これは株式会社における取締役とは対照的である（参考: 取締役#資格等）。
- 責任
  - 社員の出資に係る責任（582条）
- 持分
  - 持分の譲渡（585条）

社員は、他の社員の全員の承諾がなければ、その持分の全部又は一部を他人に譲渡することができない（585条1項）。
業務を執行しない有限責任社員は、業務を執行する社員の全員の承諾があるときは、その持分の全部又は一部を他人に譲渡することができる（585条2項）。
  - 持分会社は、その持分の全部又は一部を譲り受けることができない（587条）。

## 管理
社員は、定款に別段の定めがある場合を除き、持分会社の業務を執行する（590条1項）。社員が二人以上ある場合には、持分会社の業務は、定款に別段の定めがある場合を除き、社員の過半数をもって決定する（590条2項）。
590条2項の規定にかかわらず、持分会社の常務は、各社員が単独で行うことができる。ただし、その完了前に他の社員が異議を述べた場合は、この限りでない（590条3項）。
- 業務執行社員

業務執行社員を定款で定めることが出来る（590条1項）。
監査役などの監督機関はなく、業務執行社員を定款で定めた場合、意思決定は原則としてその社員の過半数で決める（591条1項）。
支配人の選任及び解任は、社員の過半数をもって決定する(591条2項）。
- 業務執行社員の権利義務(593条から603条)
- 利益相反取引の制限（595条）
当該取引について当該社員以外の社員の過半数の承認を受けなければならない。ただし、定款に別段の定めがある場合は、この限りでない。
- 法人が業務を執行する社員である場合の特則（598条）
  - 持分会社の代表（599条）

- 持分会社に関する訴え

持分会社の社員の除名の訴え(859条)
持分会社の業務を執行する社員の業務執行権又は代表権の消滅の訴え(第860条)

## 社員の加入、退社
社員の加入
持分会社の社員の加入は、当該社員に係る定款の変更をした時に、その効力を生ずる（604条2項）。
604条2項の規定にかかわらず、合同会社が新たに社員を加入させる場合において、新たに社員となろうとする者が同項の定款の変更をした時にその出資に係る払込み又は給付の全部又は一部を履行していないときは、その者は、当該払込み又は給付を完了した時に、合同会社の社員となる（604条3項）。
- 加入した社員の責任（605条）
- 社員の退社については606条から613条を参照。
  - 任意退社（606条）
  - 法定退社（607条）
    1. 定款で定めた事由の発生
    2. 総社員の同意
    3. 死亡
    4. 合併（合併により当該法人である社員が消滅する場合に限る。）
    5. 破産手続開始の決定
    6. 解散（前二号に掲げる事由によるものを除く。）
    7. 後見開始の審判を受けたこと。
    8. 除名

  - 持分の差押債権者による退社(第609条)
  - 退社した社員の責任(612条)
退社した社員は、その登記をする前に生じた債務について、従前の責任の範囲内でこれを弁済する責任を負う。

## 計算等
- 資本金の額の減少(620条)

損益分配の割合について定款の定めがないときは、その割合は、各社員の出資の価額に応じて定める(622条1項)。

## 定款の変更
持分会社は、定款に別段の定めがある場合を除き、総社員の同意によって、定款の変更をすることができる（637条）。

## 清算
- 法定清算(646条～667条)
- 任意清算(668条～671条)
  - 財産の処分の方法（668条）
  - 債権者の異議（670条）